# Percy Emerson Culverhouse
Percy Emerson Culverhouse (20 de agosto de 1871 - 7 de mayo de 1953) fue un arquitecto británico. Especializado en edificios ferroviarios, ocupó el puesto de Arquitecto Jefe del Great Western Railway desde 1929 hasta 1945.

## Carrera
Culverhouse, nacido en 1871, era hijo de Eli Culverhouse (1828-1911) y de Jane Mary Jones (1840-1919).
Comenzó su carrera profesional a los 21 años de edad, cuando se contrató como empleado en la estación de Paddington, trabajando para el Great Western Railway. Tras acceder al puesto de Asistente Arquitectónico del Ingeniero de Obras Nuevas, en abril de 1929 fue nombrado Arquitecto Jefe del Great Western Railway. Se retiró en septiembre de 1945 y fue sucedido por Brian Lewis.
Se casó con Madeline Anina Ella Walker el 3 de abril de 1902.
Murió el 7 de mayo de 1953 en Ealing, Middlesex, dejando un patrimonio de 8013 libras, 15 chelines y 6 peniques (unas 238000 £ en la actualidad).

## Realizaciones destacadas

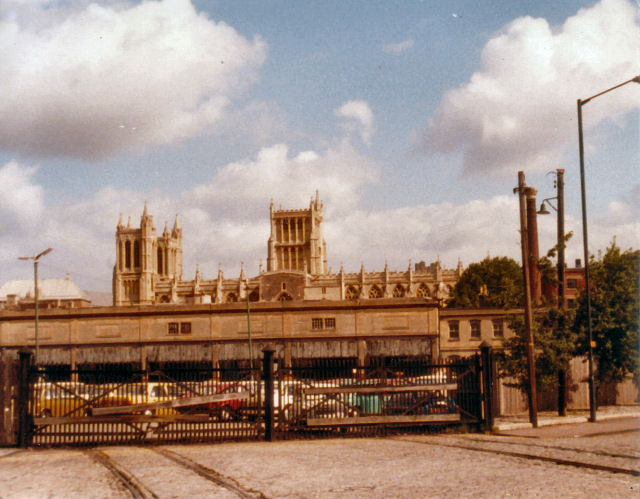
Tinglado de mercancías de Canon Marsh

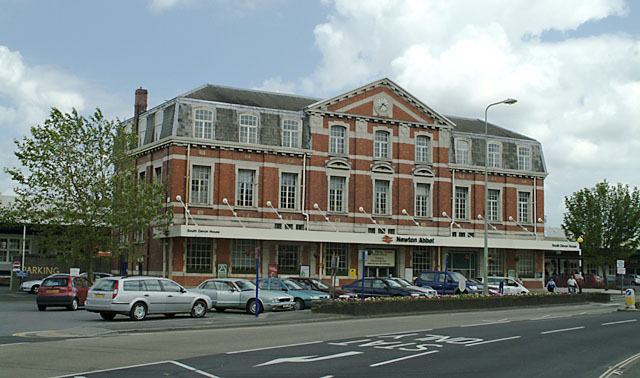
Estación de Newton Abbot de 1927

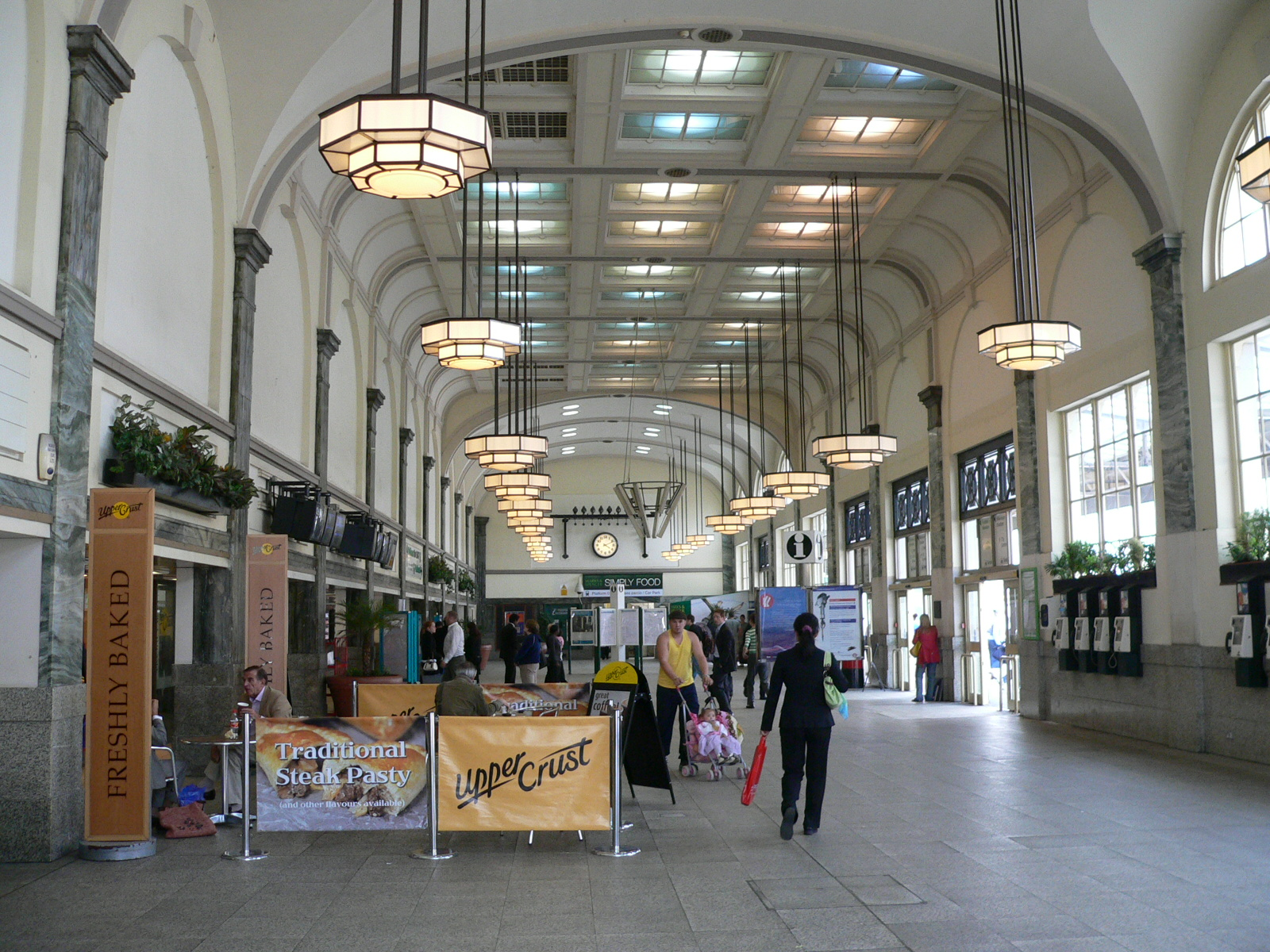
Vestíbulo de la Estación Central de Cardiff (1923–1935)

- Estación de Bath Spa (1896): Reformas en las salas de atención a los viajeros.[3]
- Estación de Banbury (1904): Remodelación de las salas de atención a los viajeros.[4]
- Tinglado de mercancías Canon Marsh, Anchor Road, Bristol (1906): Proyecto del edificio completo.[5]
- Estación de Hammersmith (1909): Proyecto del edificio completo.
- Estación de Newton Abbot (1927): Proyecto del edificio completo.[6]
- Estación de Bristol Temple Meads (1930-1935): Plataformas adicionales y edificios de terracota color crema.[7]
- Estación de tren de Paddington Eastbourne Terrace Elevation (1930–1936): 18 bloques de oficinas.[8]
- Great Western Royal Hotel, Paddington (años 1930): Ampliación.
- Estación Central de Cardiff (1932-1935): Obra completa.
- Estación de Bourton-on-the-Water (1936): Obra completa.
- Estación de Leamington Spa (1939): Obra completa.